# (1916) Boreas
(1916) Boreas és un asteroide que hi forma part dels asteroide Amor descobert per Sylvain Julien Victor Arend des del Real Observatori de Bèlgica, a Uccle, l'1 de setembre de 1953.
(1906) Boreas va ser designat inicialment com 1953 RA.
Més tard es va anomenar per Bòreas, un déu de la mitologia grega.

## Característiques orbitals
Boreas està situat a una distància mitjana de 2,272 ua del Sol, i pot apropar-se fins a 1,249 ua. La seva excentricitat és 0,4502 i la inclinació orbital 12,89°. Completa una òrbita al voltant del Sol en 1.251 dies.